# Chasmodes saburrae
Chasmodes saburrae är en fiskart som beskrevs av Jordan och Gilbert 1882. Chasmodes saburrae ingår i släktet Chasmodes och familjen Blenniidae. Inga underarter finns listade i Catalogue of Life.